# Siedgajaure
Siedgajaure är en sjö i Arjeplogs kommun i Lappland och ingår i Skellefteälvens huvudavrinningsområde. Sjön har en area på 0,118 kvadratkilometer och ligger 597,4 meter över havet. Sjön avvattnas av vattendraget Daunasjåkkå.

## Delavrinningsområde
Siedgajaure ingår i det delavrinningsområde (738260-153385) som SMHI kallar för Utloppet av Siedgajaure. Medelhöjden är 617 meter över havet och ytan är 0,5 kvadratkilometer. Räknas de 2 avrinningsområdena uppströms in blir den ackumulerade arean 63,99 kvadratkilometer. Daunasjåkkå som avvattnar avrinningsområdet har biflödesordning 2, vilket innebär att vattnet flödar genom totalt 2 vattendrag innan det når havet efter 357 kilometer. Avrinningsområdet består mestadels av skog (72 procent). Avrinningsområdet har 0,12 kvadratkilometer vattenytor vilket ger det en sjöprocent på 23,9 procent.